# دوغلاس (لاعب كرة قدم مواليد 1990)
دوغلاس (بالبرتغالية: Douglas Silva Bacelar‏) هو لاعب كرة قدم برازيلي في مركز الدفاع، ولد في 4 أبريل 1990 في ساو باولو في البرازيل. لعب مع نادي جوفنتودي ونادي دنيبرو دنيبروبتروفسك ونادي فاسكو دا غاما.

## وصلات خارجية
- دوغلاس (لاعب كرة قدم مواليد 1990) على موقع اتحاد تركيا (لاعب) (الإنجليزية)
- دوغلاس (لاعب كرة قدم مواليد 1990) على موقع اتحاد أوكرانيا (الإنجليزية)
- دوغلاس (لاعب كرة قدم مواليد 1990) على موقع قاعدة بيانات كرة القدم.إي يو (الإنجليزية)
- دوغلاس (لاعب كرة قدم مواليد 1990) على موقع Soccerway.com (الإنجليزية)
- دوغلاس (لاعب كرة قدم مواليد 1990) على موقع AS.com (الإسبانية)